# كويزي رايتي
كويزي رايتي (الاسم العلمي: Cantharellus wrightii) هو نوع من الفطريات يتبع جنس الكويزي من فصيلة الكويزية.